# Pisídice (filla d'Èol)
Pisídice (en grec antic: (Πεισιδίκη) va ser, segons la mitologia grega, una de les filles d'Èol i Enàrete.
Segons diu Apol·lodor, va tenir set germans: Creteu, Sísif, Atamant, Salmoneu, Deíon, Magnes i Perieres, i quatre germanes: Cànace, Alcíone, Càlice i Perimede. Altres fonts hi afegeixen més germans en diferents contextos, com ara Macareu, Arne o Tànagra.
Mirmídon, fill de Zeus, es va casar amb ella, i va engendrar dos fills, Àntif i Àctor. Altres fills de Mirmídon, dels que no se n'especifica la mare, van ser: Erisícton, Diopletes, Eupolèmia i Hiscil·la.